# سیارک ۱۱۱۱
سیارک ۱۱۱۱ (به انگلیسی: 1111 Reinmuthia، نامگذاری:1927CO) هزار و صد و یازدهمین سیارک کشف شده‌است که در ۱۱ فوریه ۱۹۲۷ و در هایدلبرگ کشف شد.
قدر مطلق سیارک برابر ۱۰٫۶۷ است.